# 이상득
이상득(李相得, 1935년 11월 29일 ~ 2024년 10월 23일)은 대한민국의 정치인이다. 제17대 후반기 국회부의장이다. 제13·14·15·16·17·18대 국회의원을 지냈다. 대한민국의 제17대 대통령을 역임한 이명박 대통령의 둘째 형이다.

## 생애
1935년 11월 29일에 일본 오사카에서 출생하여 동지상고를 졸업하고 1955년 육사에 15기로 입학했다가 건강이 악화되자 자퇴하고 1957년 서울대 경제학과에 입학하여 1961년 학사 학위 취득하였다.
1961년 27세에 한국 나이롱 공채 1기로 입사한 뒤 1973년 이사, 1975년 상무, 1976년 7월 9일 영업본부장을, 1977년 1월 23일 전무, 1978년 3월 6일 부사장에 올랐다. 1981년에 평화통일자문회의가 출범할 때 상임위원으로 참여했고, 1984년 12월에 코오롱상사의 사장의 자리에 올랐다.
2011년 12월 자신의 비서 이름으로 된 차명계좌 6개에서 수억에 달하는 부정 자금이 드러나자 차기 총선 불출마 선언을 하였고,2012년 7월 10일 불법 정치자금을 받은 혐의로 구속되었는데 이는 대한민국 헌정사상 최초로 현직 대통령의 형이 구속된 사례이다. 그 후 2013년 1월 10일에 서울중앙지법 형사21부(부장판사 이원범) 심리로 열린 결심 공판에서 징역 3년이 구형되었다. 같은 날 정두언 의원도 징역 1년 6월과 추징금 1억 4000만원이 구형됐다. 그해 1월 24일에는 서울중앙지법 형사21부(부장판사 이원범)에 의해 징역 2년과 추징금 7억 5750만원이 선고됐다. 같은 날 정두언 의원도 징역 1년을 선고받았다.7월 1일에는 서울고법 형사합의4부(재판장 문용선) 심리로 진행된 항소심 결심 공판에서는 징역 3년에 추징금 7억 5750만원이 구형됐으며, 같은 날 정두언 의원도 징역 1년 6월에 추징금 1억 4000만원이 구형됐다.7월 25일 서울고법 형사4부(부장판사 문용선)에 의한 항소심에서는 징역 1년 2월에 추징금 4억5700만원이 선고 되었고, 같은 해 9월 9일에 출소하였다.2014년 6월 26일에 징역 1년 2월에 추징금 4억 5000여만원을 선고한 원심이 재확정되었다. 2024년 10월 23일 서거하였다.

## 학력
- 1955년 동지상업고등학교 졸업
- 1961년 서울대학교 경제학 학사

### 명예 박사 학위
- 1999년 캠벨 대학교 명예법학 박사
- 2007년 호남대학교 명예경영학 박사

## 경력
- 1979년 1월 ~ 1983년: 코오롱그룹 사장
- 1985년 10월: 실로암 안과병원 이사
- 1987년 ~ 1993년: 산업연구원 이사
- 1988년 5월 30일 ~ 1996년 5월 29일: 제13대 ~ 제14대 국회의원(경북 영일군·울릉군)
- 민주정의당 영일군·울릉군 지구당위원장
- 1996년 5월 30일 ~ 2012년 5월 29일: 제15대 ~ 제18대 국회의원(경북 포항시 남구·울릉군)
- 신한국당 제2정책조정위원장
- 신한국당 당무위원
- 1992년 7월: 국회 재무위원회 위원 간사
- 1995년 7월 ~ 1996년 5월: 국회 예산결산특별위원회 위원 간사
- 1997년 9월 ~ 1997년 12월: 국회 재정경제위원회 위원장
- 1997년 12월 ~ 1998년 4월: 국회 운영위원회 위원장
- 1998년 12월 ~ 1999년 8월: 한나라당 정책위원회 의장
- 한나라당 원내총무
- 2000년 7월: 한나라당 지명직 당무위원
- 2001년 5월: 한나라당 국가혁신위원회 부위원장
- 2001년 12월 ~ 2002년 7월: 한나라당 사무총장
- 2002년 9월 ~ 2002년 12월: 한나라당 중앙선거대책위원회 부위원장
- 2002년 9월: 한나라당 최고위원
- 한나라당 경상북도당 위원장
- 2004년 1월 ~ 2004년 3월: 한나라당 사무총장
- 2004년 7월: 국회 국방위원회 위원
- 2006년 6월: 제17대 후반기 국회부의장
- 한일의원연맹 회장
- 2010년 2월: 국회 외교통상통일위원회 위원

## 역대 선거 결과
|  | 51.67% |

|  | 52.89% |

|  | 48.78% |

|  | 53.46% |

|  | 50.10% |

|  | 69.63% |

## 수상
- 1981년 국민훈장 동백장(교육공로)
- 1981년 산업훈장 동탑훈장(산업공로)

## 가족 및 인척 관계
- 아버지: 이충우
- 어머니: 채태원
- 배우자: 최신자 (슬하 1남 2녀)
  - 장녀를 통해 LG그룹 가문과 사돈관계이다.(구자경 LG 명예회장의 동생인 구자두 LG 벤처투자회장의 장남 구본천 LG 벤처투자대표이사가 사위이다.)
  - 차녀를 통해 오명 전 부총리와 사돈 관계이다.
- 누나: 이귀선(1930 ~ 2010)
- 형: 이상은(1933 ~)
- 여동생: 이귀애(6.25 전쟁때 타계)
- 남동생: 이명박 (1941 ~)(대한민국 제17대 대통령)
- 여동생: 이말분
- 남동생: 이상필(6.25 전쟁때 타계)

## 소속 정당
| 소속 정당 | 소속 정당  | 소속 기간 | 비고                |
| --------- | ---------- | --------- | ------------------- |
|           | 민주정의당 | 1988~1990 | 정계 입문           |
|           | 민주자유당 | 1990~1995 | 합당                |
|           | 신한국당   | 1995~1997 | 당명 변경           |
|           | 한나라당   | 1997~2012 | 합당                |
|           | 새누리당   | 2012~2017 | 당명 변경           |
|           | 무소속     | 2017~2024 | 탈당 정계 은퇴 사망 |

## 같이 보기
- 이명박
- 영일군·울릉군
- 영일군의 국회의원
- 울릉군의 국회의원
- 포항시 남구·울릉군
- 포항시 남구의 국회의원
- 대한민국의 국회부의장